# Turnia Brata Ziemowita

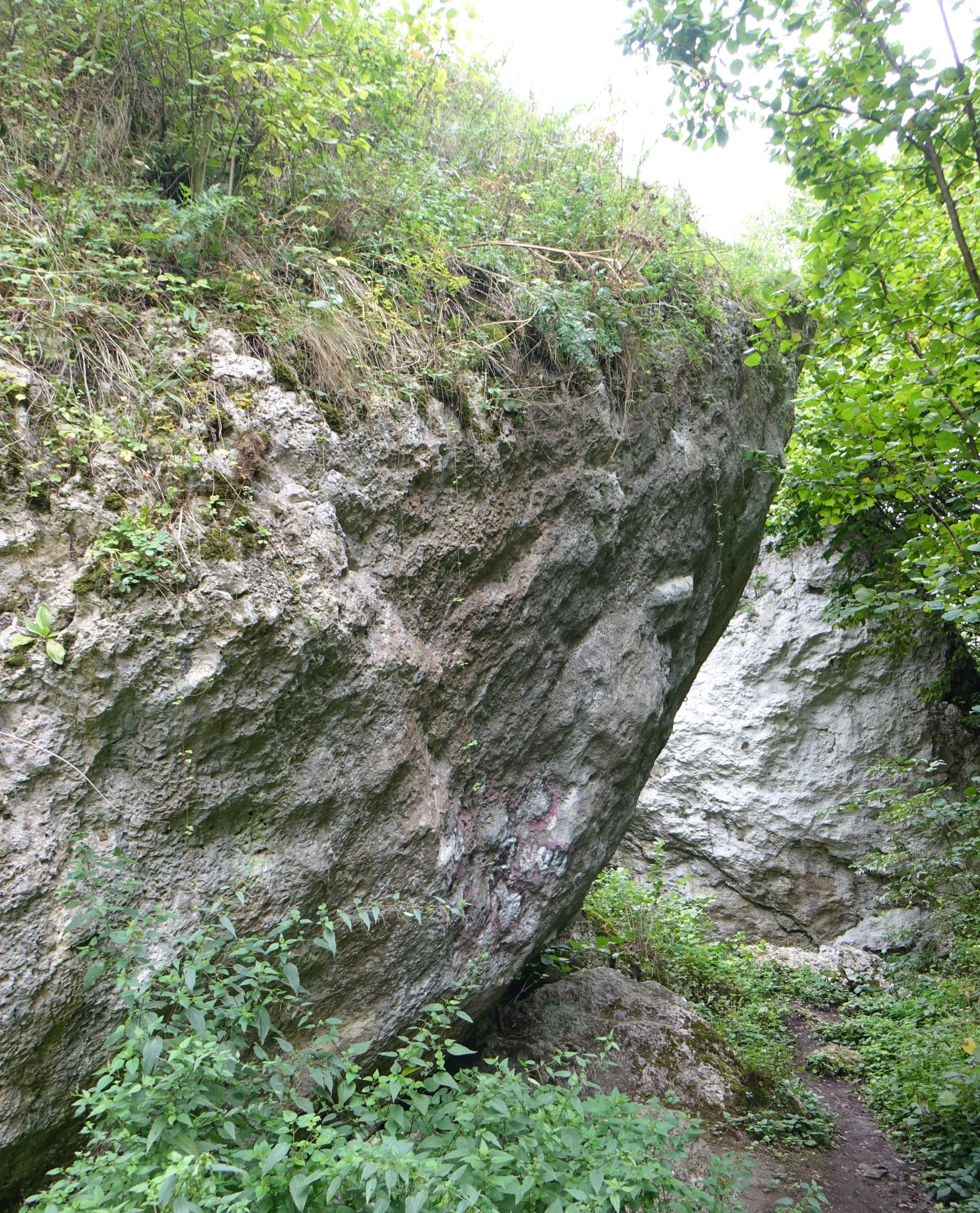

Turnia Brata Ziemowita – skała w masywie Okiennika Wielkiego, zwanego też Okiennikiem Dużym lub Okiennikiem Skarżyckim. Znajduje się w granicach wsi Piaseczno w województwie śląskim, w powiecie zawierciańskim, w gminie Włodowice na Wyżynie Częstochowskiej.
Turnia Brata Ziemowita to niewielka i całkowicie odrębna skała w grupie skał Okiennika Wielkiego. Ma wysokość około 10 m, przewieszone ściany i jest najdalej na północ wysuniętą skałą tej grupy. Uprawiana jest na niej wspinaczka skalna. Są trzy drogi wspinaczkowe, krótkie, ale trudne (o trudności od VI.3 do VI.4). Mają zamontowane stałe punkty asekuracyjne: ringi i stanowisko zjazdowe (st). Wśród wspinaczy skalnych skała ma średnią popularność.
1. Kraina deszczowców; VI.3+, 4r + st
2. Turnia brata Ziemowita; VI.3+, 4r + st
3. Droga brata Mikołaja; VI.1, 34r + st[2].

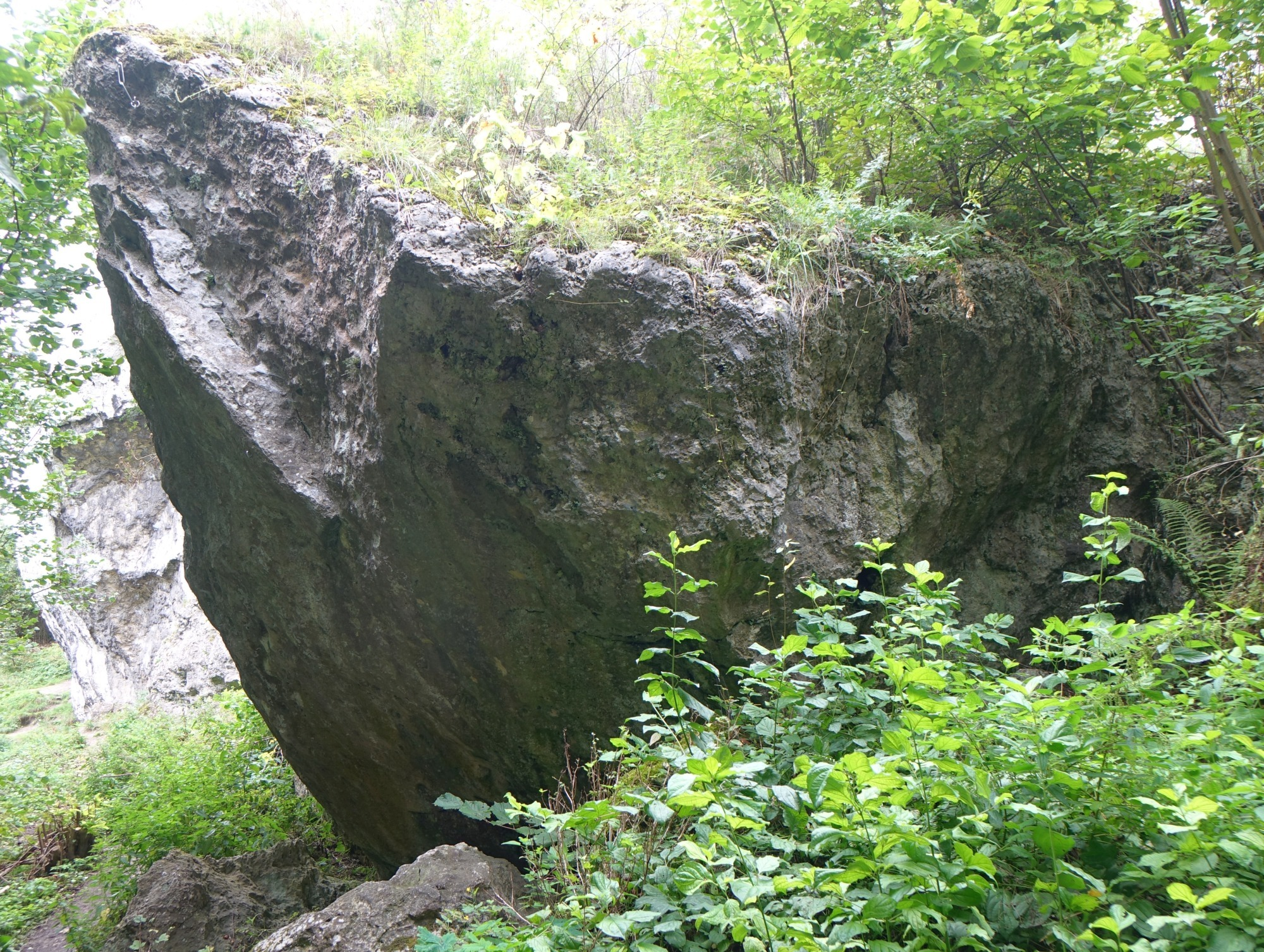
Wspinaczka na Igle nad Przechodem